# Immolation des mariées par le feu
L'immolation des mariées par le feu(désigné encore par le terme de Bride burning en anglais) est une forme de violence domestique pratiquée dans les pays situés dans le sous-continent indien ou à proximité. Elle constitue une catégorie de meurtre de dot, quand une femme mariée est assassinée par son mari ou sa belle-famille en raison du refus ou de l'impossibilité de sa famille de verser une dot supplémentaire. La mariée est généralement aspergée de kérosène, d’essence ou d’un autre liquide inflammable, puis incendiée, entraînant sa mort par le feu,. Le kérosène est souvent utilisé comme combustible pour la cuisine, cela permet donc de maquiller ces meurtres en accident domestique, d'autant plus facilement que ces réchauds à pétrole sont dangereux. Ces crimes sont aussi quelquefois présentés comme des suicides. Cette pratique est répandue en Inde et constitue un problème social majeur.
Ces types de crime sont traités juridiquement comme des homicides volontaires et, s’ils sont prouvés, sont généralement punis d’une peine pouvant aller jusqu’à l’emprisonnement à vie ou la peine capitale. L'immolation par le feu des mariées est reconnue comme un problème de santé publique en Inde causant environ 2 500 décès par an dans le pays. En 1995, Time rapporte que le nombre de décès pour cause de dot en Inde était passé de 400 environ par an au début des années 1980 à environ 5 800 par an au milieu des années 1990. Un an plus tard, CNN indiquait que, chaque année, la police reçoit plus de 2 500 informations faisant état d'immolation par le feu de mariées. Selon le National Crime Record Bureau indien, 1948 condamnations et 3876 acquittements ont été prononcés dans des affaires de mort pour cause de dot en 2008.

## L'histoire

### Mort pour cause de dot
La mort pour cause de dot est le meurtre d'une jeune femme dans un pays de l'Asie du Sud, principalement l'Inde, qui est assassinée ou suicidée par son mari. L'acte résulte des tentatives infructueuses du mari d’obtenir davantage de versements au titre de la dot de la mariée ou de sa famille. Brûler la mariée est un type de meurtre pour cause de dot. D'autres types incluent le jet d'acide et le « Eve teasing» (terme euphémiste spécifiquement utilisé en Inde pour le harcèlement et les agressions sexuelles menées en public). Comme la dot dépend généralement de la classe ou du statut socioéconomique de leur famille, les femmes sont souvent soumises à des pressions de leur futur mari ou de ses proches pour obtenir une dot plus importante.

### Origines des meurtres pour cause de dot
Il existe plusieurs interprétations des raisons pour lesquelles la pratique des meurtres pour cause de dot existe et prévaut dans les pays de l'Asie du Sud, comme l'a détaillé Avnita Lakhani dans son rapport intitulé The Elephant in the Room Is Out of Control (L'éléphant dans la pièce est incontrôlable). Ces interprétations décrivent les pratiques qui ont contribué à l’augmentation du montant de la dot dans son ensemble, contribuant ainsi en définitive aux immolations de mariées par le feu.
Une autre explication se fondant sur la culture suggère que, dans une société très patriarcale telle que l'Inde, le rôle d'une femme est défini avant même sa naissance, ce qui la place dans une position d'infériorité par rapport aux hommes. Les femmes étant perçues comme un fardeau et une « bouche supplémentaire à nourrir », leur statut de passivité économique incite la société à penser que les hommes, considérés comme actifs, peuvent les traiter comme des esclaves. Une fois mariée, l'épouse est liée à son mari et à sa volonté parce que « la société lui impose l'obéissance à son mari »,.
Une autre théorie affirme que le consumérisme, idéal principalement occidental récemment arrivé dans les pays en développement, a amené des pays comme l'Inde à devenir avides. La dot est alors utilisée comme moyen d’améliorer son statut socioéconomique. Au fur et à mesure que le statut social progresse, la demande de dot augmente également afin de continuer à monter dans l’échelle sociale.
Lakhani suggère également qu'historiquement, le système de la dot est peut-être conçu comme un moyen de distinguer la culture musulmane de la culture hindoue, créant ainsi une nouvelle division au sein des castes. Une dot plus élevée indiquerait un statut et une distinction plus élevés par rapport à l'islam, ce qui inciterait à exiger une dot plus importante.
Enfin, certains spécialistes font valoir que la pratique de la dot découlerait de l'autorité et de l'influence britanniques en Inde visant à distinguer les « différentes formes de mariage » entre les castes. Lorsque le système de la dot a été mis en place au sein des castes supérieures, le gouvernement britannique a cherché à le renforcer dans les castes inférieures afin d'éliminer des types de mariages plus ritualisés dans ces castes. Ces formes d'union ont été discréditées jusqu'à ce que seuls le système de mariage des castes supérieures soit reconnus.

## En Asie du Sud

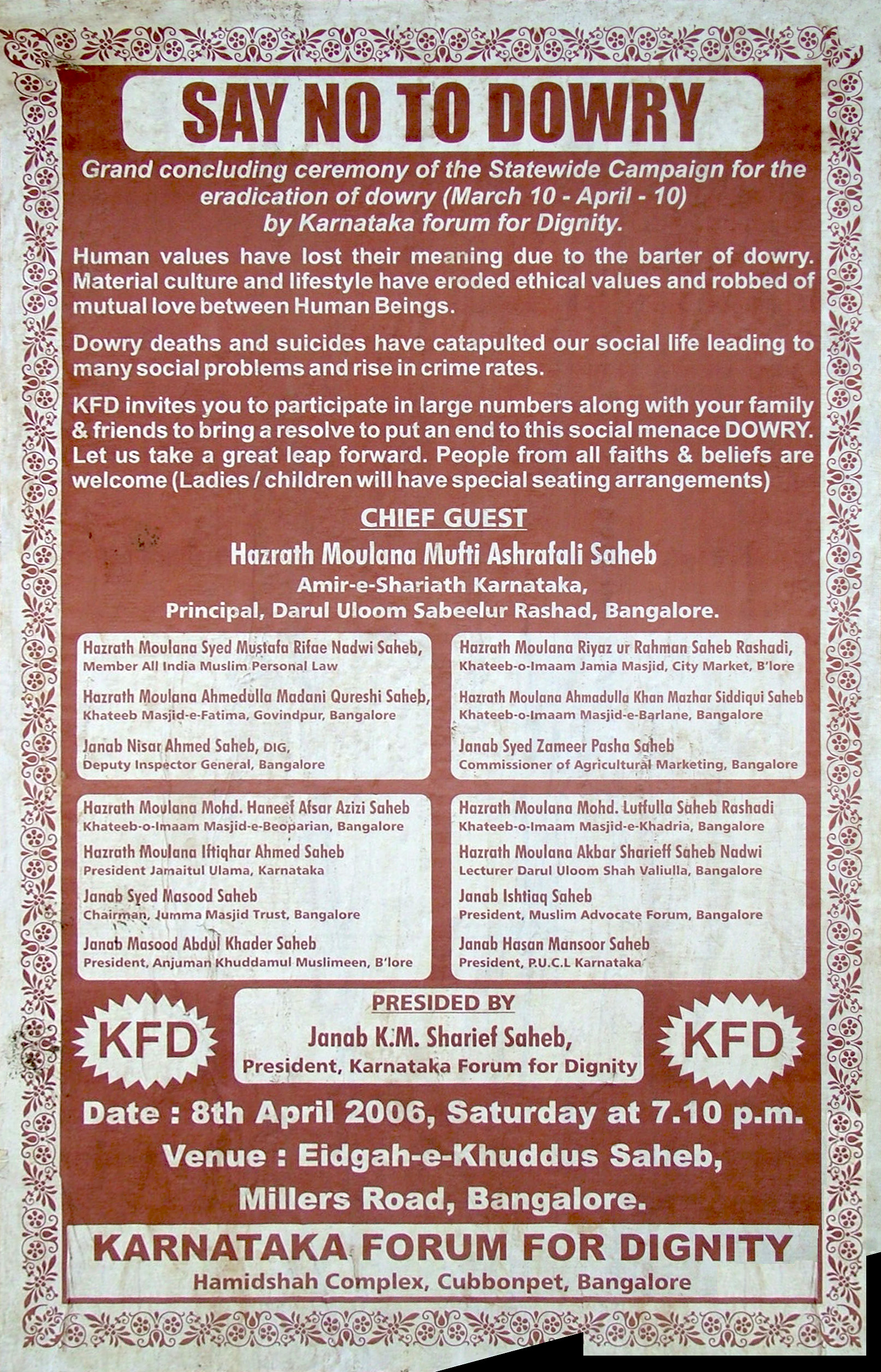
Affiche d'une organisation musulmane la Karnataka Forum for Dignity contre le système de la dot à Bangalore, en Inde

Ashley K. Jutla, MD et David Heimbach décrivent la pratique de l'immolation par le feu de la mariée par ces mots :
« le mari et / ou la belle-famille déterminent que la dot, un cadeau offert par les parents de la jeune fille au mari, est insuffisante et tentent d'assassiner la nouvelle mariée pour rendre le mari disponible afin de se remarier ou de punir la mariée et sa famille ».
En Inde, le montant de la dot est le reflet de la richesse. L’auteur indien Rajesh Talwar a écrit une pièce sur la mort pour cause de dot intitulée La mariée qui ne voulait pas brûler.
En 1961, le gouvernement indien adopte une loi la Dowry Prohibition Act, rendant illégales les demandes de dot lors des arrangements de mariage.
En 1986, le Parlement indien a ajouté le meurtre pour cause de dot à la liste des crimes de violence domestique. Selon le nouvel article 304-B du Code pénal indien, si une épouse « est tuée dans les sept ans suivant son mariage et qu'il est démontré que peu avant sa mort, elle a été sujette à des actes de cruauté ou de harcèlement de la part de son mari ou de la famille de son mari. " en rapport avec une demande de dot, cette mort est appelée « mort pour cause de dot » et ce mari ou ce parent est considéré avoir causé sa mort. ».
Les contrevenants peuvent être condamnés à des peines allant d'un minimum de sept ans de prison à une peine maximale d'emprisonnement à vie. De nombreux cas de violence domestique, de suicides et de meurtres liés à la dot ont été rapportés. Selon un rapport publié en 1997, au moins 5 000 femmes meurent chaque année pour cause de dot et au moins une douzaine de personnes meurent chaque jour en raison de « feux de cuisine » présumés intentionnels. Environ 30 % des décès liés à la dot entraînent une condamnation par un tribunal. 

### Au Pakistan
Au Pakistan, l’Association des femmes progressistes a déclaré que chaque année, 300 femmes étaient brûlées par la famille de leur mari et que les incendies de mariées étaient parfois maquillés en accidents, et décrits par exemple comme une « explosion de fourneau ». Selon l’association, les médecins rapportent que les victimes de ces accidents ont des blessures incompatibles avec des brûlures de fourneaux. Selon un rapport publié par Amnesty International en 1999, bien que 1 600 immolations de mariées par le feu aient été rapportées, 60 seulement ont fait l'objet de poursuites et, sur ce nombre, deux seulement ont abouti à des condamnations .
Au Pakistan, des femmes comme Shahnaz Bukhari se sont battues pour une législation condamnant cette pratique, et pour créer des refuges pour femmes et des hôpitaux dotés de salles spécialisées dans le traitement des brûlures. Amnesty International a déclaré que les pressions exercées à l'intérieur du pays, ainsi que celles exercées par des groupes internationaux de défense des droits humains, pourraient accroître le niveau de prise de conscience au niveau du gouvernement pakistanais. La BBC a estimé qu'environ 300 Pakistanaises avaient été brûlées à mort en 1999.
En 1988, une enquête a montré que 800 femmes avaient été assassinées de cette façon ; en 1989, ce nombre est passé à 1100 et en 1990, il était estimé à 1 800 meurtres. Les journaux de Lahore sur une période de six mois (1997) ont rapporté en moyenne 15 attaques par mois. Selon une estimation de Développement humain en Asie du Sud, on dénombre en moyenne 16 cas de brûlures de la mariée par mois.  Women ENews rapporte 4 000 femmes attaquées de cette manière à Islamabad sur une période de huit années, la tranche d'âge moyen des victimes se situant entre 18 et 35 avec environ 30% de femmes enceintes au moment de la mort. Shahnaz Bukhari emploie les mots suivants à propos des feux de fourneaux :
Soit on trouve au Pakistan nombre de fourneaux ne servant qu'à brûler de jeunes femmes au foyer et qui sont particulièrement friands d’organes génitaux, ou la fréquence à laquelle ces incidents se produisent indique de façon sinistre le fait que ces femmes sont victimes d’un meurtre délibéré.  
Selon l’Association des femmes progressistes, ces attaques constituent un problème croissant et, en 1994, lors de la Journée internationale des droits des femmes, plusieurs ONG s’associent pour sensibiliser le public à la question. 

## Autres pays
Des femmes mariées parmi les communautés indiennes, pakistanaises et bangladaises, peuvent être amenées à déménager dans d'autres parties du monde, y compris les États-Unis, cette pratique étant perpétuée alors en dehors du sous-continent indien.

### Aux États-Unis
Aleyamma Mathew est une infirmière dans un hôpital de Carrollton, au Texas, décédée des suites de ses brûlures le 5 avril 1992. Elle et son mari, Mathew Varughese, avaient immigré d'Inde deux décennies auparavant et avaient trois filles aux États-Unis. Le couple avait des problèmes conjugaux depuis la fin des années 1980, le conflit débouchant pour finir par le meurtre d'Aleyamma. Elle est retrouvée par ses enfants, aspergée d'essence et couverte de flammes, et est morte peu de temps après.
Après l'incident, le Dallas Morning News et The Atlanta-Journal Constitution publient de brefs articles, tandis que le Dallas Observer publie un article détaillé de neuf pages sur la mort d'Aleyamma. L'article est critiqué pour avoir décrit les pays non occidentaux comme arriérés : « battue par son mari, Aleyamma Mathew est restée fidèle à sa culture. À la fin, elle en devint la victime. ” .

## Le contrôle des immolations par le feu
Il existe actuellement des initiatives gouvernementales visant à criminaliser ces pratiques, et des ONG ainsi que des lois internationales relatives à la violation des droits humains. De nombreuses initiatives sont proposées pour mettre fin aux immolations par le feu dans le monde.

### Efforts gouvernementaux
En 1961, l’Inde a promulgué la Dowry Prohibition Act  qui vise à mettre fin aux meurtres liés à la dot. La loi est modifiée au début des années 1980 pour « rectifier plusieurs faiblesses et lacunes inhérentes » afin de faire de la pratique une infraction pénale si le mari ou ses proches font en sorte qu'une femme « décède des brûlures, des lésions corporelles ou de circonstances non naturelles dans les sept ans du mariage et qu'il est prouvé qu'elle a été victime de cruauté et de harcèlement en rapport avec la dot ». Cette loi ne fournit cependant pas une définition exhaustive de la dot, cette dernière pouvant être demandée et livrée de bien des manières différentes. En fin de compte, cela a permis aux auteurs plus de souplesse d'interprétation devant le tribunal. La clause de sept ans est tout aussi problématique, car elle permettait simplement aux maris d'attendre que cette période se termine pour brûler ou causer la mort de leur épouse.
Une autre loi indienne majeure, la « Statute Anti-Cruelty » de 1983, interdit la cruauté envers une femme et soumet le mari ou sa famille à des peines d'amende ou d' emprisonnement s'ils infligent des actes de cruauté à la femme mariée. Cependant, la loi est également ambiguë, ce qui en entraîne une application insuffisante concernant les meurtres perpétrés contre les femmes mariées et pour cause de dot.
L'article 1 de la Déclaration universelle des droits de l'homme déclare: « Tous les êtres humains naissent libres et égaux en dignité et en droits. Ils sont doués de raison et de conscience et doivent agir les uns envers les autres dans un esprit de fraternité ». L'article 5 proclame : « Nul ne sera soumis à la torture ni à des peines ou traitements cruels, inhumains ou dégradants ».

### Efforts non gouvernementaux
En Inde, où la plupart des cas d'immolation par le feu des mariées sont observés, la législation nationale est généralement mal appliquée. Pour cette raison, les organisations populaires « ont pris fait et cause pour mettre fin à ces pratiques d'immolation par le feu des femmes mariées ». Un exemple en est constitué par la création de centres de conseil familial financés par le gouvernement, dans lesquels l’objectif est de renforcer les liens familiaux et de réduire les interventions judiciaires. Cependant, de telles cellules ne font souvent que renforcer les stéréotypes selon lesquels les femmes ont la « langue bien pendue » et le pouvoir des hommes de « frapper et de battre ». D'autres ONG similaires prodiguant ce type de soutien ont été développées afin de résoudre ce type de problèmes avec des conséquences similaires.

### Autres initiatives
Les initiatives alternatives se cantonnent autour de la réforme des lois actuelles. Une proposition préconise l’élargissement de la protection des femmes dans le droit international relatif aux réfugiés afin de fournir l’asile aux victimes de discrimination fondée sur leur genre. Une façon d'y parvenir serait d'inclure les femmes dans la définition du « groupe social persécuté » ce qui leur permettrait de demander l'asile international par crainte de persécutions liées à la dot.
En avril 1984, le Parlement européen a présenté une proposition visant à « protéger les femmes des persécutions fondées sur le genre »  en réformant le droit international des réfugiés. La proposition a été rejetée.
Une autre solution consiste à accroître la position économique des femmes en établissant leurs droits d'accès à la propriété. Même mariée, une femme n’a aucun droit sur les biens appartenant au mari vivant. En donnant aux femmes le droit de posséder des biens, elles n'auraient pas besoin de se marier à des fins économiques ou légales, minimisant ainsi la pratique de la dot.

## Voir également
- Violences domestiques en Inde (en)
- Meurtre de dot
- Infanticide des filles
- Féminicide
- Violence contre les femmes
- Fire film canadien-indien dont l'un des thèmes est l'immolation par le feu des femmes
- Sati
- Condition des femmes en Inde
- Condition des femmes au Pakistan
- Condition des femmes au Bangladesh (en)
- Jauhâr
- Vitriolage
- Watta satta (en)
- Dot
- Genricide (en)
- Castes en Inde
- Histoire du système de castes en Inde (en)
- Système de castes au Népal (en)
- Système de castes au Sri-Lanka (en)
- Système de castes des musulmans de l'Asie de Sud-Est (en)